# Теменець
Теменець (пол. Temieniec) — гірський потік в Україні, у Дрогобицькому районі Львівської області у Галичині. Лівий доплив Бистрої, (басейн Дністра).

## Опис
Довжина потоку приблизно 5,74 км, найкоротша відстань між витоком і гирлом — 5,38  км, коефіцієнт звивистості потоку — 1,07 . Потік тече у межах частини Українських Карпат.

## Розташування
Бере початок на північних схилах гори Белеїв (775 м) на північно-західній стороні від села Зимівки. Тече переважно на північний схід і у селі Бистрий впадає у річку Бистру, праву притоку Уличанки.